# سبيكة فائقة

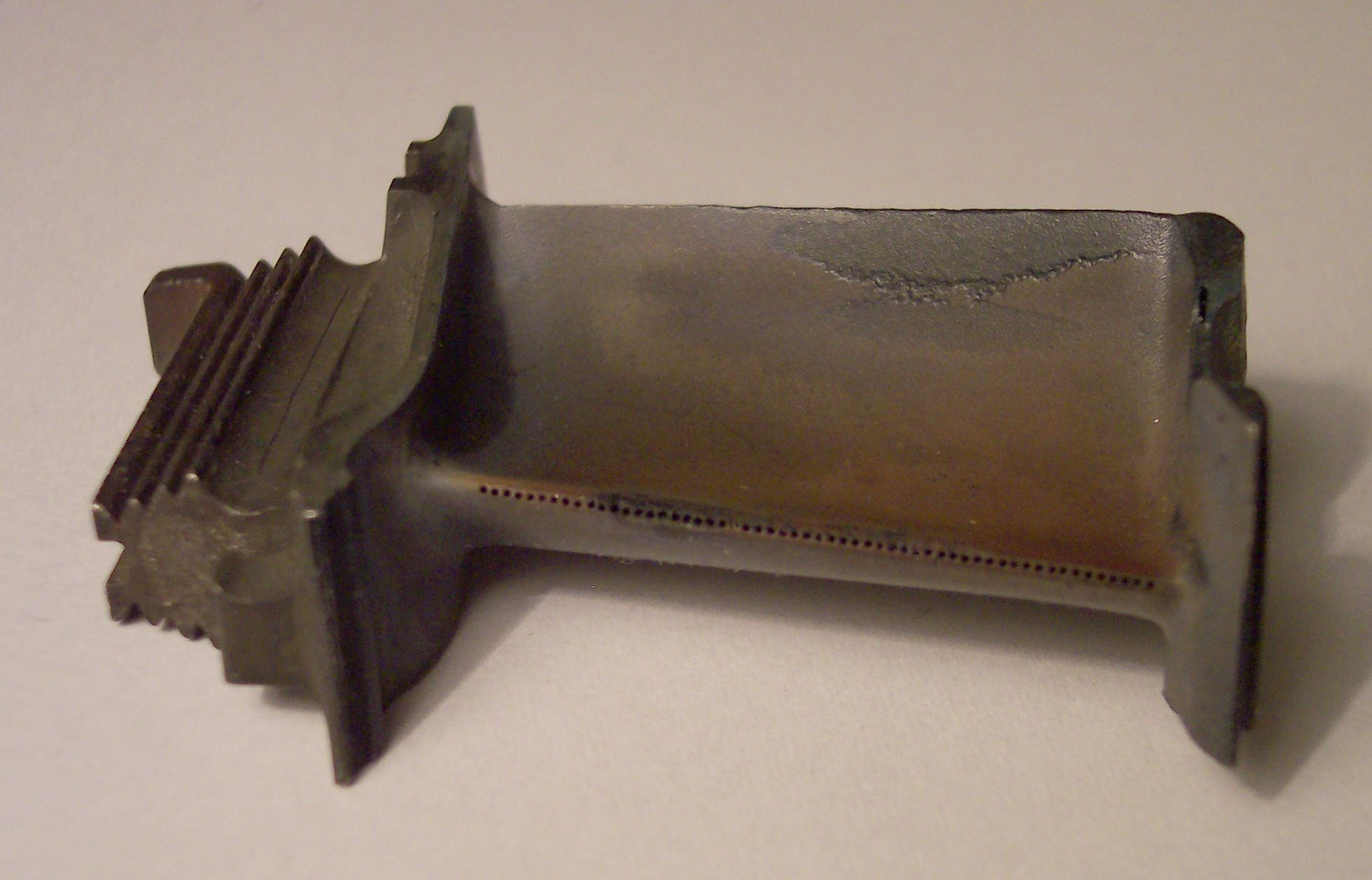

السبائك الفائقة هي تلك السبائك التي تبدي قوة ميكانيكية ممتازة ومقاومة زحف عالية عند درجات الحرارة المرتفعة، واستقرار سطحي جيد، ومقاومة عالية للتآكل والأكسدة. تمتلك السبائك الفائقة بنية بللورية تشبه النظام البلوري المكعب للأوستنيت. ويكون المعدن الأساسي في السبيكة هو النيكل أو الكوبالت أو حديد-النيكل. وقد ارتبط تطور السبائك الفائقة بتطور العمليات الكيميائية وعمليات التعدين المرتبطة في الصناعات الجوية وابتكارات الفضاء إضافة إلى صناعة ريش العنفات الغازية والتي يجب أن تتحمل ظروف تشغيل عند درجات حرارة عالية جداً.

## تعدين السبائك الفائقة
صممت السبائك الفائقة من الجيل الأول لتتحمل ظروف تشغيل تصل إلى 700 درجة مئوية. أما السبائك الفائقة من الجيل الرابع فهي تصنع من بلورات أحادية مع تسبيك إضافي وخاصة إضافة الروثينيوم وتتحمل هذه السبائك ظروف تشغيل تصل إلى 1100 درجة مئوية.